# Gourdou-Leseurre GL.2
Gourdou-Leseurre GL.2 (tên gốc là Gourdou-Leseurre Type B) là một loại máy bay tiêm kích của Pháp vào cuối thập niên 1910.

## Biến thể
- B/GL.2
- B2/GL.21
- B3/GL.22
- B4/GL.23
  - GL.23TS
- B5/GL.22ET
- GL.24
  - GL.24X
- B6
- B7

## Quốc gia sử dụng
France
- Aéronautique Militaire
- Aéronautique Maritime

 Czechoslovakia
- Không quân Tiệp Khắc - 15 × GL.22

 Estonia
- Không quân Estonia - 15 × GL.22

 Finland
- Không quân Phần Lan - 1 × GL.21, 18 × GL.22

 Latvia
- Không quân Latvia
- Aizsargi - 1 × GL.22

 Kingdom of Yugoslavia
- Không quân Hoàng gia Nam Tư

## Tính năng kỹ chiến thuật (GL.22C.1)
Đặc điểm tổng quát
- Kíp lái: 1
- Chiều dài: 6.50 m (21 ft 4 in)
- Sải cánh: 9.40 m (30 ft 10 in)
- Chiều cao: 2.52 m (8 ft 4 in)
- Diện tích cánh: 18.4 m2 (198 ft2)
- Trọng lượng rỗng: 590 kg (1.800 lb)
- Trọng lượng có tải: 880 kg (1.940 lb)
- Powerplant: 1 × Hispano-Suiza 8Ab, 134 kW (180 hp)

Hiệu suất bay
- Vận tốc cực đại: 257 km/h (153 mph)
- Tầm bay: 450 km (280 dặm)
- Trần bay: 7.500 m (24.600 ft)
- Vận tốc lên cao: 4,8 m/s (940 ft/phút)

Vũ khí trang bị
- 2 × Súng máy Vickers.303